# 马泰奥·穆拉斯
马泰奥·穆拉斯（義大利語：Matteo Mulas，1992年3月16日—），意大利男子赛艇运动员。他曾代表意大利参加世界赛艇锦标赛，获得一枚银牌和一枚铜牌，均来自男子轻量级四人双桨项目。